# Leptochiton denhartogi
Leptochiton denhartogi is een keverslakkensoort uit de familie van de Leptochitonidae. De wetenschappelijke naam van de soort is voor het eerst geldig gepubliceerd in 2003 door Strack.